# Newsweek Champions Cup and the State Farm Evert Cup 1998
Newsweek Champions Cup 1998 і State Farm Evert Cup — тенісні турніри, що проходили на відкритих кортах із твердим покриттям. Це був 25-й турнір Мастерс Індіан-Веллс. Належав до категорії Super 9 в рамках Туру ATP 1998 і 1-ї категорії в рамках Туру WTA 1998. І чоловічий, і жіночий турнір відбулись у Grand Champions Resort в Індіан-Веллс (США) з 5 до 15 березня 1998 року.

## Фінальна частина

### Одиночний розряд, чоловіки
Марсело Ріос —  Грег Руседскі 6–3, 6–7(15–17), 7–6(7–4), 6–4
- Для Ріоса це був 2-й титул за сезон і 8-й — за кар'єру.

### Одиночний розряд, жінки
Мартіна Хінгіс —  Ліндсі Девенпорт 6–3, 6–4
- Для Хінгіс це був 5-й титул за сезон і 30-й — за кар'єру.

### Парний розряд, чоловіки
Йонас Бйоркман /  Патрік Рафтер —  Тодд Мартін /  Річі Ренеберг 6–4, 7–6
- Для Бйоркмана це був 2-й титул за сезон і 18-й — за кар'єру. Для Рафтера це був 2-й титул за сезон і 9-й — за кар'єру.

### Парний розряд, жінки
Ліндсі Девенпорт /  Наташа Звєрєва —  Александра Фусаї /  Наталі Тозья 6–4, 2–6, 6–4
- Для Девенпорт це був 2-й титул за сезон і 33-й — за кар'єру. Для Звєрєвої це був 1-й титул за рік і 74-й — за кар'єру.